# Sông Ene

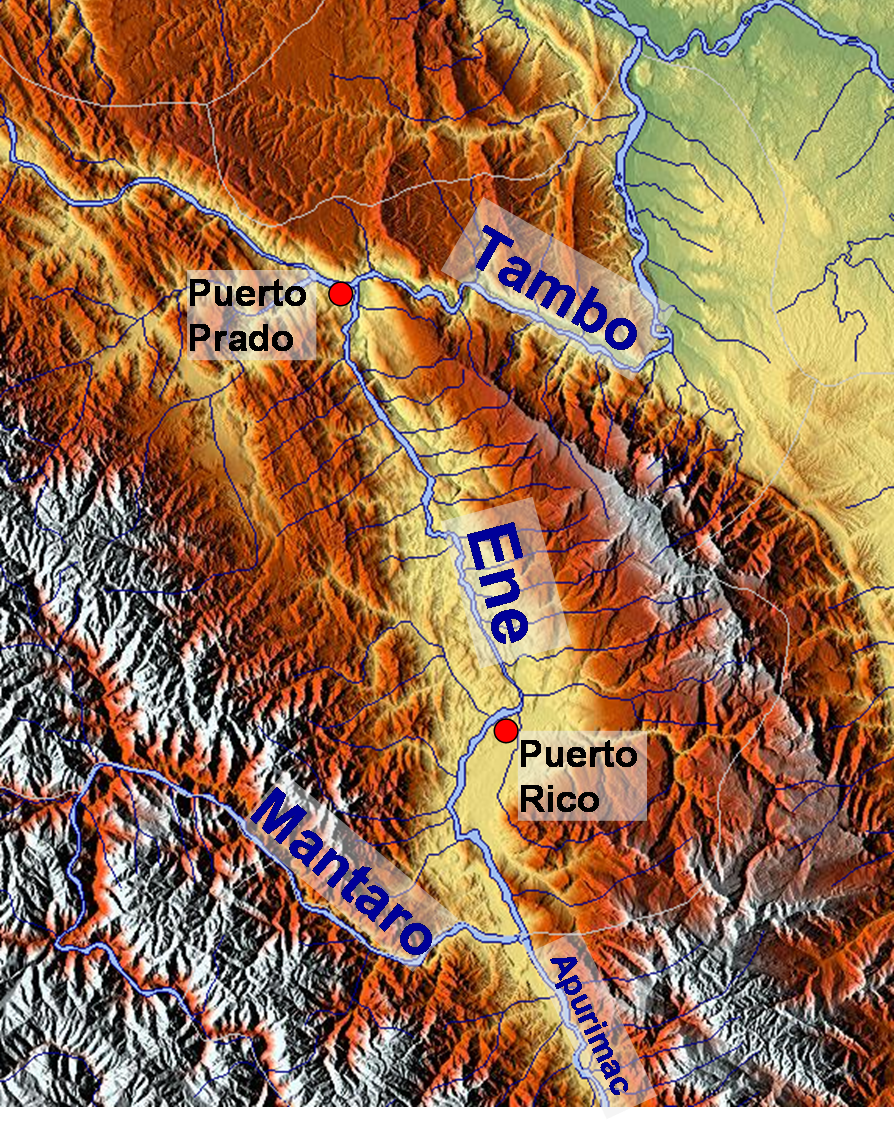
Bản đồ địa hình sông Ene

Sông Ene (tiếng Tây Ban Nha: Río Ene) nằm tại Peru và ở sườn phía đông của dãy Andes.
Sông Ene là một phần của đầu nguồn sông Amazon có khởi nguồn từ Nevado Mismi phía nam của Cuzco nơi nó lần đầu tiên trở thành sông Apurímac, sau đó sông Ene và sông Tambo hợp lưu để trở thành sông Ucayali rồi tạo thành Amazon.
Sông Ene được tạo thành tại 12°15′45″N 73°58′30″T / 12,2625°N 73,975°T ở điểm hợp lưu giữa sông Mantaro và sông Apurímac, khoảng 400 m trên mực nước biển, nơi ba vùng của Peru là Junín, Cusco, và Ayacucho giáp với nhau.
Sông chảy theo hướng tây bắc với tổng chiều dài 180,6 km.
Tại 11°09′39″N 74°14′48″T / 11,16083°N 74,24667°T Río Ene gặp sông Perené, thuộc thị trấn Puerto Prado, 295 m trên mực nước biển, nó sau đó được gọi là Tambo.